# Smittina cordata
Smittina cordata är en mossdjursart som beskrevs av Osburn 1952. Smittina cordata ingår i släktet Smittina och familjen Smittinidae. Inga underarter finns listade i Catalogue of Life.